# Украина и НАТО
Взаимоотношения Украины и НАТО начались в 1992 году, когда Украина после получения независимости присоединилась к Совету североатлантического сотрудничества. Несколько лет спустя, в феврале 1994 года, Украина заключила рамочный договор с НАТО в рамках инициативы «Партнёрство ради мира», за которой в 2002 году последовал «Индивидуальный план партнёрства с НАТО».
В 2005 году после Оранжевой революции и прихода к власти президента Виктора Ющенко сотрудничество с НАТО приобрело формат «Ускоренного диалога», который призван был стать первым шагом на пути вхождения Украины в Организацию Североатлантического договора. В начале 2008 года альянс получил обращение президента Украины Виктора Ющенко, премьер-министра Юлии Тимошенко и спикера парламента Арсения Яценюка с просьбой присоединить Украину к «Плану действий по членству в НАТО», однако на бухарестском саммите НАТО в апреле того же года украинская сторона получила отказ из-за позиции Германии и Франции. Вместе с тем главы государств и правительств стран — членов НАТО заявили в Бухаресте, что Грузия и Украина станут членами НАТО, когда будут соответствовать предъявляемым требованиям к членству в этой организации.
В 2010 году с приходом к власти президента Украины Виктора Януковича внешнеполитическим приоритетом Украины вновь стал внеблоковый статус.
До 2014 года большинство жителей Украины (ок. 66 %) не поддерживало вступление в НАТО. Ситуация кардинально поменялась после аннексии Крыма и начала войны на Донбассе — большинство украинцев (более 50 %) стало поддерживать вступление в НАТО. В декабре 2014 года Верховная рада Украины приняла внесённый президентом Петром Порошенко законопроект, которым внеблоковый статус Украины отменялся как оказавшийся «неэффективным в контексте обеспечения безопасности государства от внешней агрессии и давления», а в июне 2017 года внесла изменения в законодательство: членство в НАТО было провозглашено одним из внешнеполитических приоритетов Украины. В 2019 году вступили в силу конституционные поправки, закрепившие стратегический курс на получение полноправного членства Украины в Евросоюзе и НАТО на уровне конституционной нормы.
12 июня 2020 года Североатлантический совет предоставил Украине статус партнёра с расширенными возможностями (Enhanced Opportunities Partner, EOP). На брюссельском саммите в июне 2021 года лидеры НАТО подтвердили решение бухарестского саммита 2008 года о том, что Украине будет предоставлен План действий по членству в НАТО и что Украина имеет право самостоятельно определять своё будущее и внешнюю политику.
Украина является одним из пяти партнёров НАТО с расширенными возможностями наряду с Австралией, Грузией, Иорданией и Швецией.
30 сентября 2022 года Президент Украины Владимир Зеленский на фоне аннексии оккупированных территорий Украины Россией подписал заявку Украины на вступление в НАТО в ускоренном порядке.

## История

### Президентство Леонида Кравчука
| Страны-члены НАТО Страны в процессе присоединения Страны-участники Плана действий по членству Страны, которым пообещали приглашение | Членство не является целью Страны не объявили о своих намерениях членства |

Страны-члены НАТО
Страны в процессе присоединения
Страны-участники Плана действий по членству
Страны, которым пообещали приглашение
Членство не является целью
Страны не объявили о своих намерениях членства

Отношения между Украиной и НАТО были официально установлены в 1992 году, когда получившая независимость Украина присоединилась к Совету североатлантического сотрудничества, позже переименованному в Совет евроатлантического партнёрства. Важным событием в развитии отношений между Украиной и НАТО стало открытие в сентябре 1992 года посольства Украины в Брюсселе.
Через несколько лет, в феврале 1994 года, Украина первой из постсоветских стран заключила рамочное соглашение с НАТО в рамках инициативы «Партнёрство ради мира», поддержав инициативу стран Центральной и Восточной Европы о вступлении в НАТО.

### Президентство Леонида Кучмы

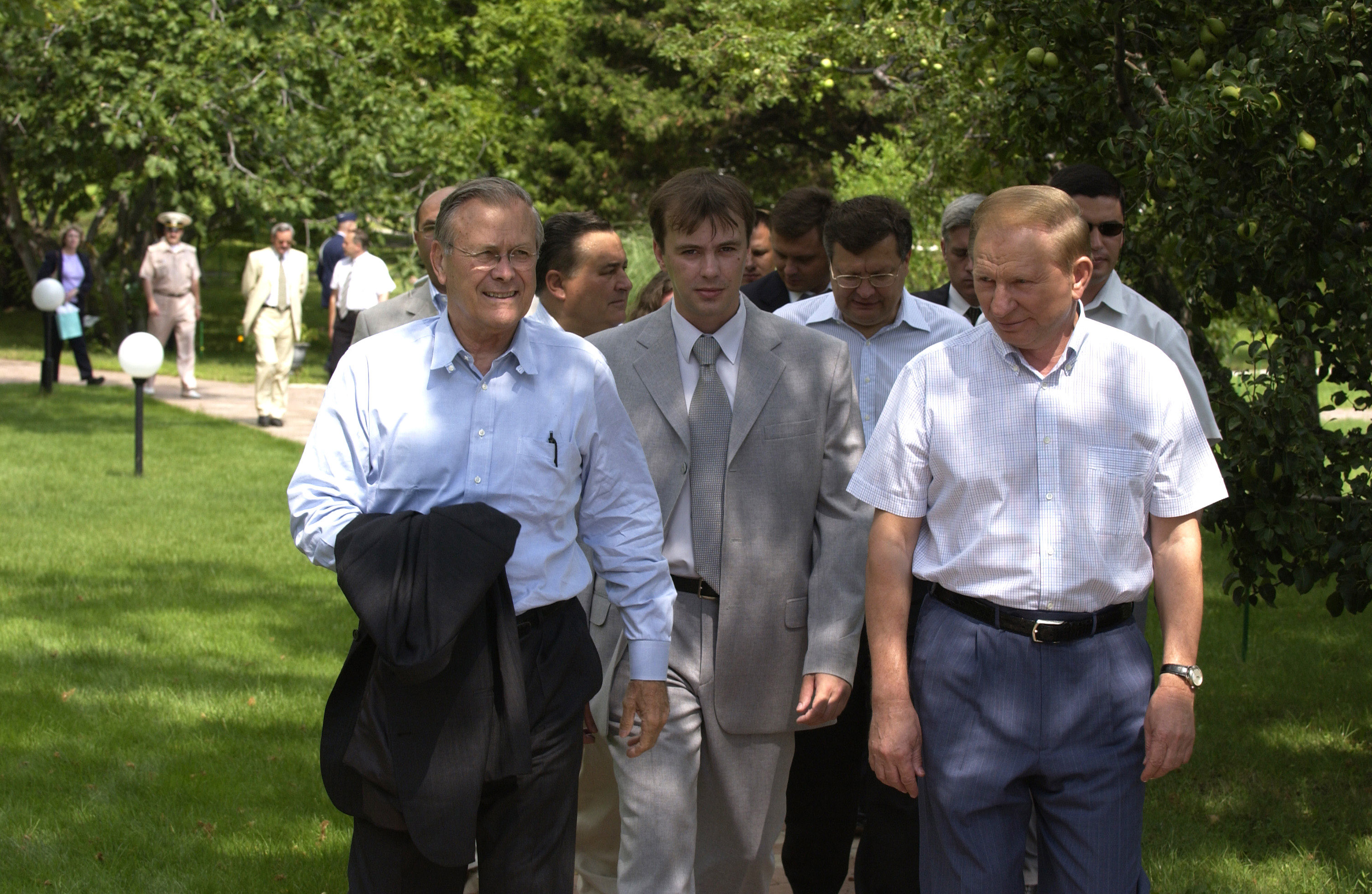
Министр обороны США Дональд Рамсфельд и Президент Украины Леонид Кучма, Партенит, АР Крым, 13 августа 2004 года

В 1997 году взаимоотношения Украины и НАТО перешли на качественно новый уровень — на мадридском саммите НАТО была подписана «Хартия об особом партнёрстве НАТО и Украины». Стороны обменялись официальными представительствами: в Киеве открылся Центр информации и документации НАТО, а в штаб-квартире НАТО появилось украинское представительство, где с 1998 года начал работу специальный военный представитель Украины.
В ноябре 1998 года президент Кучма подписал «Программу сотрудничества Украины с НАТО на период до 2001 года», а в самый разгар «Косовского кризиса», в апреле 1999 года, в Киеве открылась миссия НАТО. Украина поддержала операцию НАТО на Балканах: 12 июня 1999 года вслед за Венгрией, Болгарией и Румынией Украина на несколько часов закрыла своё воздушное пространство для российских самолётов, направлявшихся в Приштину, что вызвало крайне болезненную реакцию в Москве. В 2000 году впервые в истории НАТО ежегодная встреча главного политического органа НАТО — Североатлантического совета — прошла за пределами стран — членов НАТО, в Киеве. При Кучме состоялись два саммита Украина — НАТО (в 1999 и 2002 гг.).
В 2000 году было подписано «Соглашение о статусе сил».
В 2001 году был открыт учебный центр Международного центра миротворчества и безопасности в Яворове (Львовская область).
28 мая 2002 года, в преддверии «второй волны» расширения НАТО на Восток, Совет национальной безопасности и обороны Украины под председательством президента Леонида Кучмы принял Стратегию по НАТО, предусматривавшую пересмотр внеблокового статуса в пользу начала процесса, конечной целью которого должно было стать обретение Украиной полноценного членства в НАТО.
9 июля 2002 года в рамках программы «Партнёрство во имя мира» Украина и НАТО подписали меморандум о поддержке операций НАТО со стороны Украины. Спустя год Украина поддержала операцию США в Ираке, направив в регион свой «миротворческий контингент».
С принятием в ноябре 2002 года Плана действий НАТО — Украина взаимоотношения ещё более укрепились, в рамках этого плана стали разрабатываться ежегодные Целевые планы Украина — НАТО.
6 апреля 2004 года Верховной радой был принят закон о свободном доступе сил НАТО на территорию Украины.
15 июня 2004 года во второй редакции Военной доктрины Украины, утверждённой указом Леонида Кучмы, появилось положение о проведении Украиной политики евроатлантической интеграции, конечной целью которой было определено вступление в НАТО. Однако уже 15 июля 2004 года, по результатам заседания комиссии Украина-НАТО, президент Кучма выпустил указ, в котором говорилось, что вступление в НАТО больше не является целью страны — необходимо лишь «существенное углубление отношений с НАТО и Евросоюзом как гарантами безопасности и стабильности в Европе».

### Президентство Виктора Ющенко
После победы «Оранжевой революции» в 2004 году и прихода к власти президента Виктора Ющенко сотрудничество с НАТО активизировалось.
21 апреля 2005 года в Вильнюсе в рамках неформальной встречи глав МИД стран НАТО прошло заседание комиссии «Украина-НАТО», открывшее новый этап в отношениях Украины с альянсом — «интенсивный диалог», который призван был стать первым шагом на пути вхождения Украины в НАТО.
Во время первого официального визита президента Виктора Ющенко в США президент Джордж Буш заявил: «Я являюсь сторонником идеи членства Украины в НАТО». В совместном официальном заявлении президентов Украины и США было сказано, что Вашингтон поддерживает предложение о начале интенсивного диалога о присоединении Украины к Плану действий по членству в НАТО.
В апреле 2005 года Виктор Ющенко вернул в военную доктрину Украины упоминание о стратегической цели Украины — «полноправном членстве в НАТО и Европейском союзе». Новый текст звучал так: «Исходя из того, что НАТО и ЕС являются гарантами безопасности и стабильности в Европе, Украина готовится к полноправному членству в этих организациях». Как и в прежнем варианте, задача «глубокого реформирования оборонной сферы государства в соответствии с европейскими стандартами» называлась «одним из важнейших приоритетов внутренней и внешней политики».

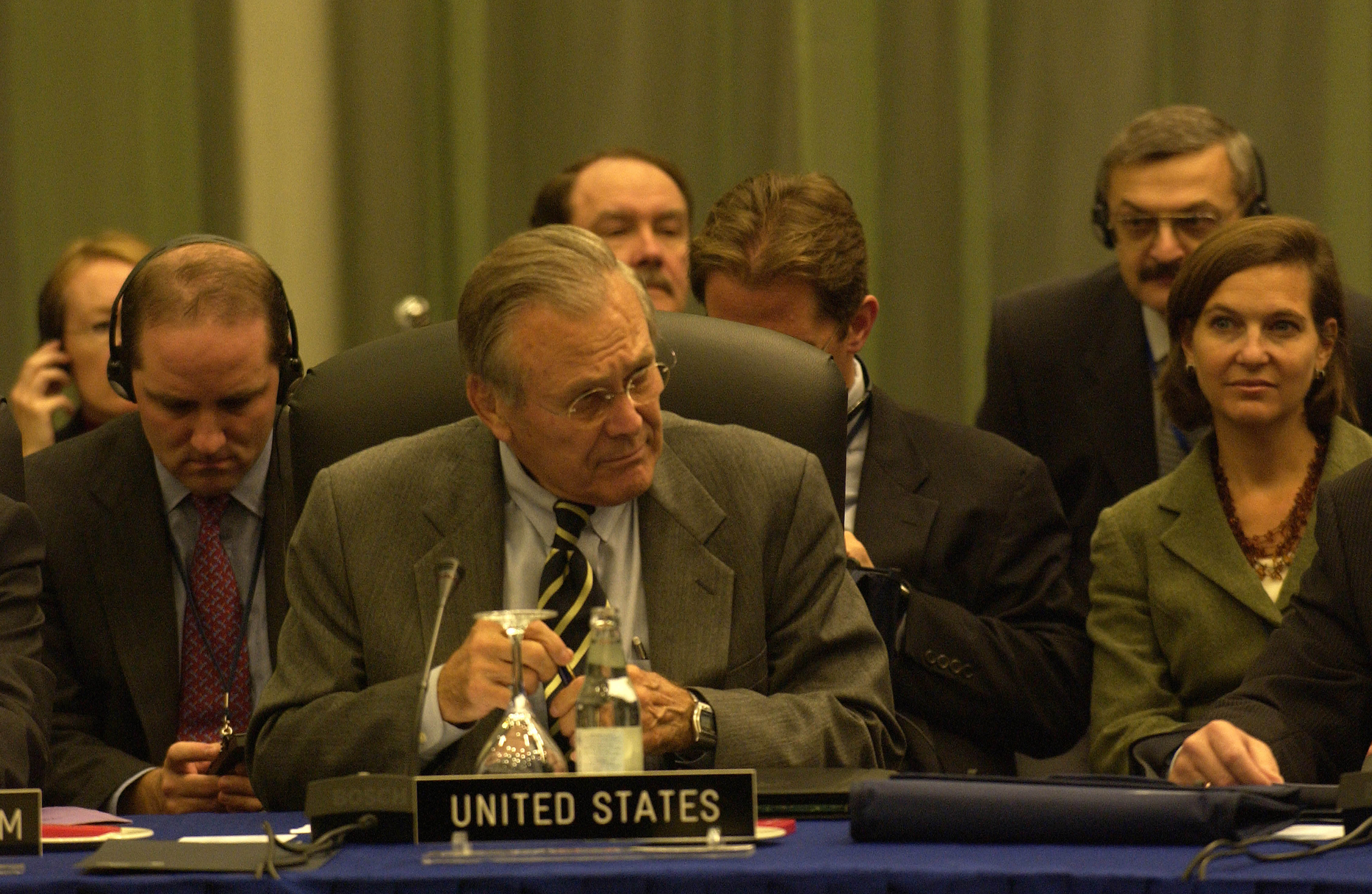
Министр обороны Дональд Рамсфелд и Виктория Нуланд на консультациях НАТО и Украины в Вильнюсе, Литва, 24 октября 2005 года

20 января 2006 года в Будапеште по итогам встречи министров обороны восточноевропейских стран — членов НАТО — Венгрии, Чехии, Польши и Словакии (в которой участвовал министр обороны Украины Анатолий Гриценко) — было объявлено, что эти государства готовы поддержать вступление Украины в НАТО. Как было заявлено, необходимым условием для этого должна быть поддержка этого шага украинским обществом и достижение внутренней стабильности на Украине.
27 апреля 2006 года на встрече министров иностранных дел стран НАТО представитель генерального секретаря НАТО Джеймс Аппатурай заявил, что все члены альянса поддерживают скорейшую интеграцию Украины в НАТО. Россия, со своей стороны, выразила обеспокоенность этим развитием событий. Как заявил официальный представитель российского МИДа Михаил Камынин, «де-факто речь пойдёт о серьёзном военно-политическом сдвиге, затрагивающем интересы России, который потребует значительных средств на соответствующую переориентацию военных потенциалов, реорганизацию системы военно-промышленных связей. Могут быть затронуты договорённости в сфере контроля над вооружениями».
В августе-сентябре 2006 года, после того как на очередных парламентских выборах наибольшее число голосов получила Партия регионов и правительство возглавил политический соперник Виктора Ющенко Виктор Янукович, во внешней политике Украины наметился поворот. К концу 2006 года в правительстве не осталось ни одного представителя пропрезидентского блока «Наша Украина». Внешнеполитические заявления Виктора Януковича противоречили курсу Ющенко.

#### Подача заявки Украины на присоединение к Плану действий по членству в НАТО
11 августа 2006 года пресс-служба нового украинского правительства сообщила, что Украина откладывает принятие «плана действий по членству в НАТО». 14 сентября Виктор Янукович посетил с рабочим визитом Брюссель, где сделал программное заявление о неготовности Украины к вступлению в НАТО. Как он заявил, новое украинское правительство «намерено расширять сотрудничество с НАТО», не беря на себя никаких обязательств в рамках реализации так называемого «Плану действий по членству в НАТО» (ПДЧ). Янукович аргументировал это тем, что вступление в НАТО имеет поддержку лишь у небольшой части украинского общества — лишь 12-25 % населения, поэтому говорить о присоединении Украины к ПДЧ, а тем более рассуждать о перспективах вступления в альянс, преждевременно. Вместе с тем он подчеркнул важность дальнейшего углубления сотрудничества с альянсом. Верховная рада, в которой сторонники Виктора Януковича (Партия регионов, СПУ и КПУ) имели большинство, приняла постановление, в котором поддержала его позицию.
В начале 2008 года произошёл скандал, поводом для которого стало заявление генсека НАТО о том, что организация получила письмо за подписями президента Украины, нового премьер-министра Юлии Тимошенко и спикера парламента Арсения Яценюка с просьбой присоединить Украину к «Плану действий по членству в НАТО». Скандал парализовал работу украинского парламента на 2 месяца. В марте 2008 года Арсений Яценюк сумел достичь компромисса в парламенте, и, по договорённости ведущих политических партий, парламент возобновил свою работу.

#### Бухарестский саммит: 2008—2009
США приложили значительные усилия, чтобы убедить своих союзников по НАТО в необходимости присоединения Грузии и Украины к ПДПЧ на бухарестском саммите НАТО в апреле 2008 года, что означало бы их фактическое вовлечение в НАТО. Позиция США была поддержана прибалтийскими странами, Болгарией, Румынией, Польшей, Чехией, Словакией, Словенией, а также Канадой. В то же время резкое противодействие подключению Украины и Грузии к ПДЧ оказали Германия и Франция, которых поддержали Италия, Нидерланды, Люксембург, Испания, Бельгия, Португалия.
По итогам саммита Грузия и Украина не получили официального приглашения стать участниками ПДЧ. Вместе с тем главы государств и правительств стран — членов НАТО заявили в Бухаресте, что Грузия и Украина станут членами НАТО, когда будут соответствовать предъявляемым требованиям к членству в этой организации. Это решение было подтверждено на последующих встречах в верхах в 2009 и 2010 году.
21 августа 2009 года в штаб-квартире НАТО была подписана Декларация о дополнении к Хартии об особом партнёрстве.
17 ноября 2009 года на консультативном совещании Польши, Литвы и Украины было принято решение о создании международной польско-литовско-украинской миротворческой бригады «LITPOLUKRBRIG» трёхполкового состава (4500 военнослужащих, по 1,5 тыс. от каждой страны); позднее в городе Люблине был создан штаб бригады, но в то время дальнейшее формирование бригады было приостановлено. Соглашение о создании бригады было подписано после смены украинского руководства, 19 сентября 2014 года.

### Президентство Виктора Януковича
С приходом к власти на Украине в 2010 году Виктора Януковича вопрос о вступлении Украины в НАТО был заморожен. В апреле 2010 года Янукович подписал указы, которыми ликвидировал межведомственную комиссию по вопросам подготовки Украины к вступлению в НАТО и национальный центр по вопросам евроатлантической интеграции, заявив, однако, что отношения Украины с НАТО будут сохранены на уровне, достигнутом при президенте Викторе Ющенко.
Снятие с повестки дня вопроса о вступлении в НАТО было закреплено на уровне государственного закона «Об основах внутренней и внешней политики», принятого Верховной радой Украины 1 июля 2010 года. Новое внешнеполитическое позиционирование украинской власти в США и НАТО восприняли весьма скептически, как отражающее внешне- и внутриполитическую слабость современной Украины, стоящей перед необходимостью глубоких реформ, которые могут вызвать недовольство широких слоев населения. Госсекретарь США Хиллари Клинтон в ходе визита в Киев в июле 2010 года охарактеризовала новый внешнеполитический курс Украины как политику «стратегического балансирования». При этом США сочли отказ Украины от вступления в НАТО временным явлением и проявили готовность поддержать перемену позиции Украины, если таковая произойдёт. Намерения НАТО продолжать прежнюю линию на вовлечение Украины получили закрепление в Стратегической концепции НАТО, принятой на саммите в Лиссабоне в ноябре 2010 года.
22 февраля 2013 года Украина официально присоединилась к операции НАТО по противодействию пиратству «Океанский щит».

### Президентство Петра Порошенко

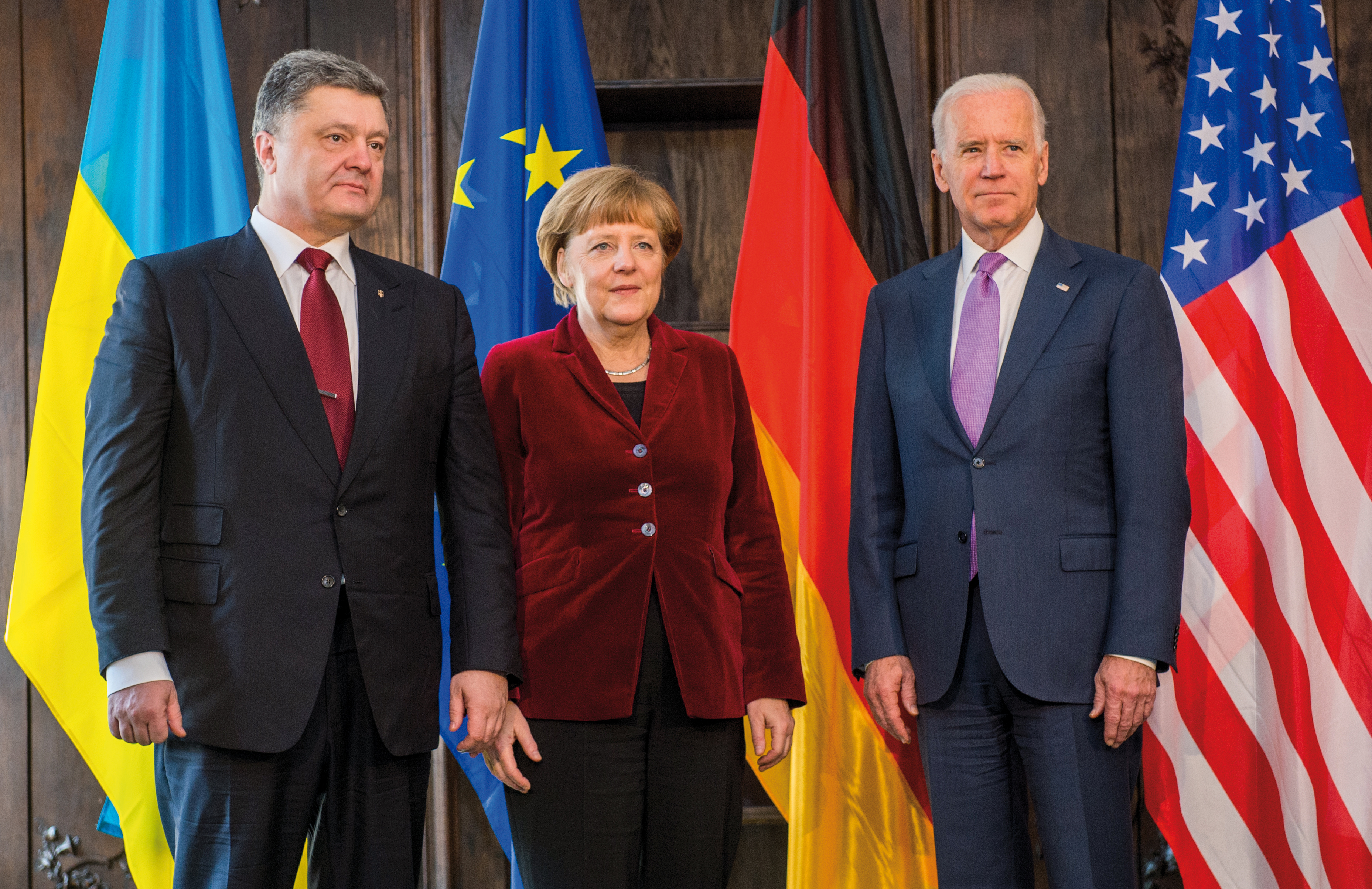
Пётр Порошенко с канцлером Германии Ангелой Меркель и вице-президентом США Джо Байденом, февраль 2015 года

До 2014 года жители Украины в большинстве своем не поддерживали вступление в НАТО. Ситуация поменялась кардинально после агрессии России в Крыму и на Донбассе — большинство украинцев стало поддерживать вступление в НАТО.
Генсек НАТО Андерс Фог Расмуссен на встрече министров обороны альянса в Брюсселе заявил, что НАТО остаётся «искренним другом Украины» и будет активно поддерживать процесс реформ. Отвечая на вопрос журналиста относительно вступления Украины в НАТО, он отметил, что у Киева есть «более насущные проблемы», чем вступление в альянс. При этом генсек отметил, что решение саммита в Бухаресте (в апреле 2008 года) остаётся в силе, и Украина однажды сможет стать членом НАТО, если это решение будет поддержано населением страны.
23 декабря 2014 года Верховная рада отменила внеблоковый статус Украины. В пояснительной записке к законопроекту указывалось, что внеблоковый статус оказался неэффективным с точки зрения защиты государства от внешнего давления и агрессии. В разделе об основных принципах внешней политики закона «Об основах внутренней и внешней политики» закреплена норма об углублении сотрудничества с НАТО «для достижения критериев, необходимых для приобретения членства в этой организации».

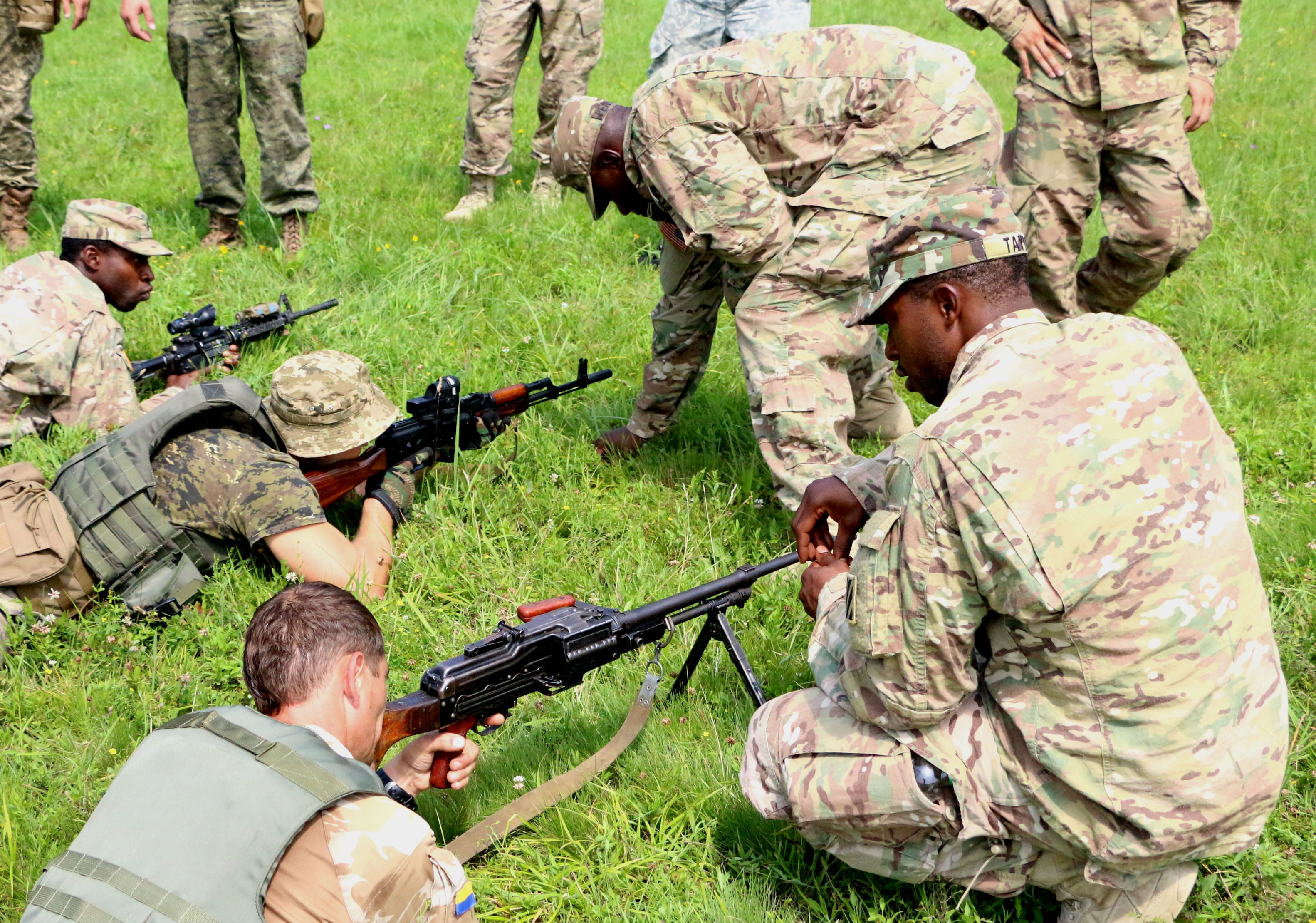
Солдаты 6-й эскадрильи армии США, 8-го кавалерийского полка, тренируют украинских солдат, 2016 год

Согласно новой редакции Военной доктрины Украины, обнародованной 24 сентября 2015 года на официальном сайте президента Украины, Украина считает приоритетной задачей углубление сотрудничества с НАТО и достижение до 2020 года полной совместимости ВСУ с армиями стран — членов НАТО. Отказываясь от внеблокового статуса, Украина намерена изменить подходы к обеспечению национальной безопасности, уделяя приоритет «участию в усовершенствовании и развитии евроатлантической и европейской систем коллективной безопасности». «Для этого Украина будет интегрироваться в европейское политическое, экономическое, правовое пространство с целью получения членства в ЕС, а также углублять сотрудничество с НАТО для достижения критериев, необходимых для членства в этой организации», — говорится в документе.
Углубление сотрудничества с НАТО предусматривает развитие многосторонних отношений, в частности, в рамках Хартии об особом партнёрстве между Украиной и НАТО, программы «Партнёрство ради мира», Концепции оперативных возможностей НАТО (ОСС), Процесса планирования и оценки Сил НАТО (PARP) и Средиземноморского диалога, участие в совместных с НАТО операциях, реформирование ВСУ с целью внедрения стандартов НАТО, обеспечения мобильности ВСУ и оперативности их развёртывания, обеспечение подготовленности личного состава, технической совместимости вооружения, военной и специальной техники, а также оперативной совместимости подразделений ВСУ и государств — членов НАТО.

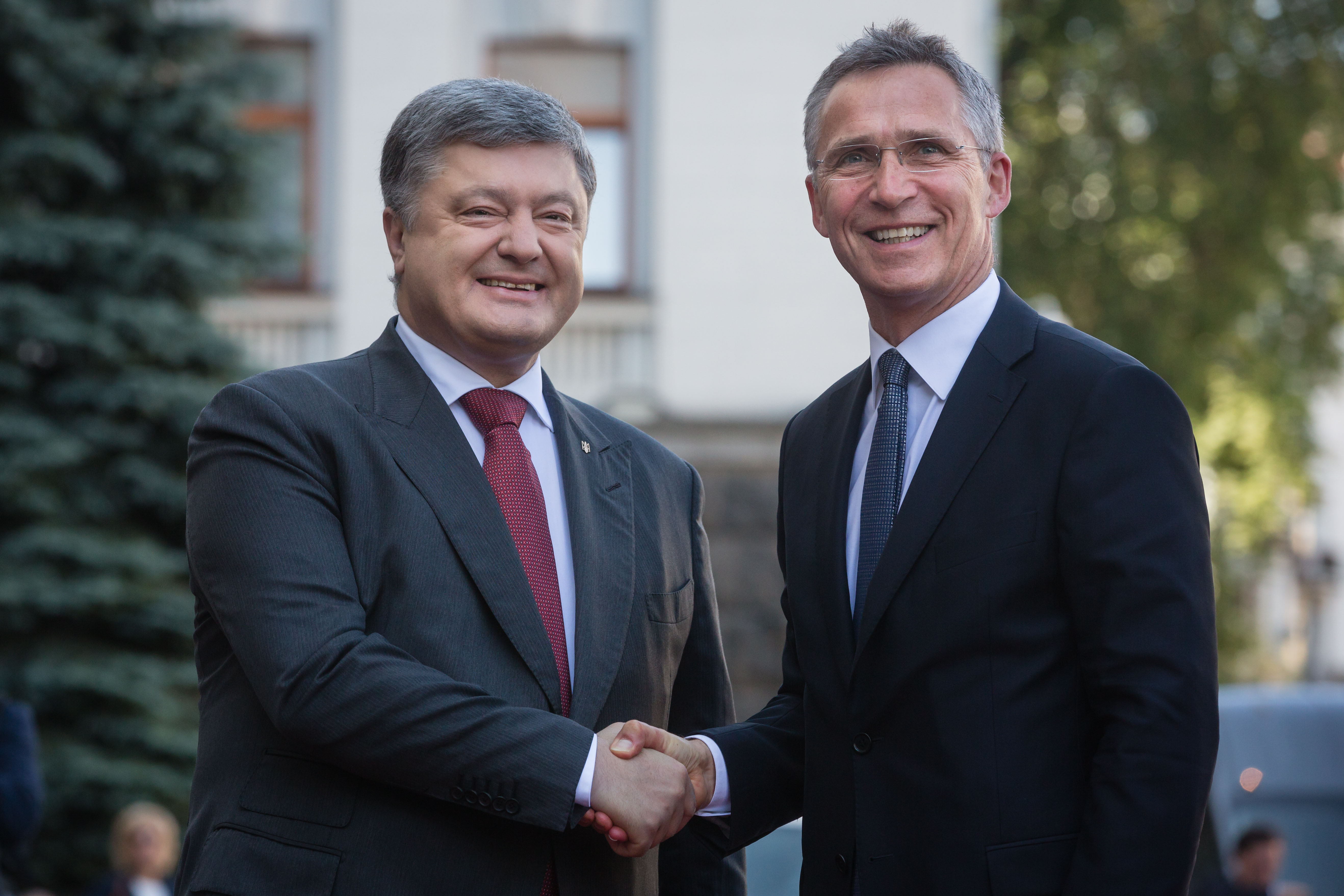
Генеральный секретарь НАТО Йенс Столтенберг и Пётр Порошенко, 10 июля 2017 года

2 февраля 2017 года президент Украины Пётр Порошенко в интервью изданиям немецкой медиагруппы Funke заявил о намерении провести референдум по вступлению в НАТО (это намерение так и осталось декларацией). 8 июня 2017 года Верховная рада проголосовала за законопроект, которым закрепила на законодательном уровне интеграцию Украины в евроатлантическое пространство безопасности с целью обретения членства в НАТО в качестве одного из приоритетов внешней политики. 10 июля генсек НАТО Йенс Столтенберг открыл новый офис организации в Киеве для размещения Офиса связи и Центра информации и документации Североатлантического альянса.
Как стало известно 10 марта 2018 года, Украина получила статус страны — аспиранта НАТО. В тот же день президент Украины Порошенко направил руководству НАТО письмо, в котором попросил предоставить его стране план действий по членству в НАТО. Спецпредставитель США по Украине Курт Волкер заявил, однако, что Украина пока не готова к тому, чтобы стать полноправным членом организации.
5 июля 2018 года президент Порошенко подписал закон «О национальной безопасности Украины», который, по его словам, «будет способствовать достижению совместимости в оборонной сфере со странами НАТО». Закон устанавливает гражданский контроль над деятельностью Минобороны и СБУ.
12 июля 2018 года в Брюсселе в рамках саммита НАТО состоялось заседание в формате Украина—Грузия—НАТО, в котором приняли участие президенты Пётр Порошенко и Георгий Маргвелашвили. Как следовало из их совместного выступления, стремиться в НАТО Украину и Грузию страны заставляют действия России. Как заявил Порошенко, «Один из постоянных членов Совбеза ООН — агрессор. В этих условиях единственный механизм, который работает, — это НАТО». По словам Порошенко, вступление в НАТО — это «цивилизационный выбор, который однозначно поддерживается народом Украины… Мы не будем ни у кого спрашивать разрешения, стать членом НАТО или нет». В декларации по итогам саммита НАТО было заявлено, что Украина имеет право «определять свое будущее и курс внешней политики, свободный от внешнего вмешательства».
Осенью 2018 года Верховная рада Украины в первом чтении одобрила законопроект о внесении изменений в конституцию страны, закрепляющих стратегический курс на получение полноправного членства Украины в Евросоюзе и НАТО. 7 февраля 2019 года документ был принят в целом и 21 февраля вступил в силу.

### Президентство Владимира Зеленского

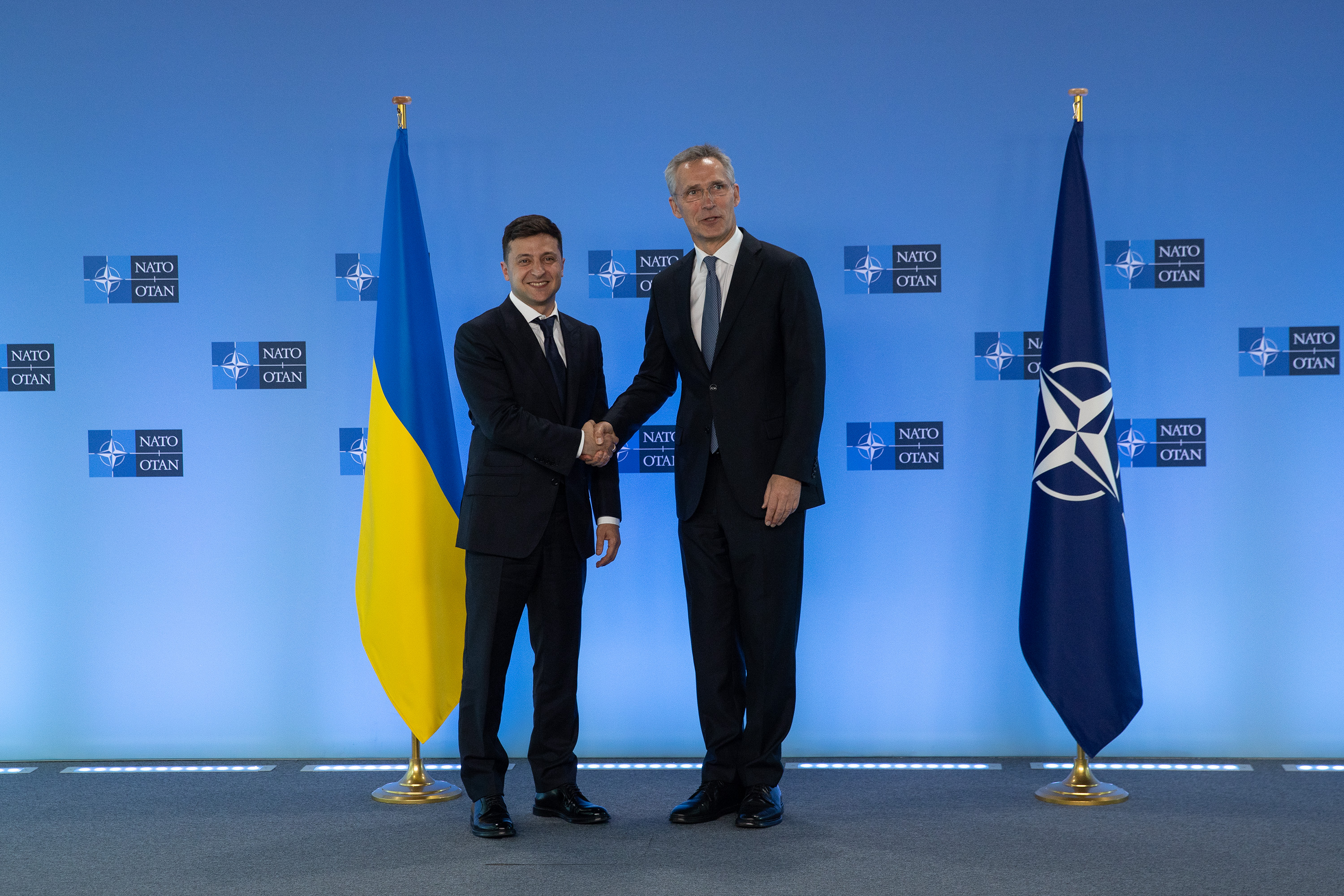
Владимир Зеленский и Йенс Столтенберг в штаб-квартире НАТО, Брюссель, 4 июня 2019 года

За день до истечения президентских полномочий президент Пётр Порошенко, выступая в Киеве на мероприятии по случаю Дня Европы, дал Владимиру Зеленскому ряд советов относительно ведения внешней политики Украины. В частности, Порошенко посоветовал Зеленскому подписать «план действий по членству Украины в НАТО».
Первый зарубежный рабочий визит Зеленского в Брюссель — «столицу» Евросоюза и НАТО — состоялся 4-5 июня. Заявления, которые он делал в ходе этого визита, почти не отличались от риторики Петра Порошенко, что было призвано продемонстрировать неизменность внешнеполитического курса Украины. В частности, Зеленский заявил, что курс на обретение полноправного членства в Евросоюзе и НАТО остаётся неизменным внешнеполитическим приоритетом Украины, закреплённым в её Конституции.
В сентябре 2019 года на полях Генассамблеи ООН в Нью-Йорке Зеленский вновь встретился с генсеком НАТО Йенсом Столтенбергом. В конце октября Одессу и Киев посетил Североатлантический совет — постпреды всех государств — членов НАТО во главе со Столтенбергом.
12 июня 2020 года НАТО предоставило Украине статус партнёра с расширенными возможностями (Enhanced Opportunities Partner, EOP), но в присоединении Украины к «плану действий по членству в НАТО» вновь было отказано. 
По украинскому законодательству на территории страны запрещено функционирование военных формирований, не предусмотренных законом, а также размещение иностранных военных баз. В связи с этим иностранные войска каждый раз допускаются на территорию страны специальным законом, принимаемым в начале года. Всего на территории Украины в 2021 году было запланировано восемь многонациональных учений с участием 21 тыс. украинских и около 11 тыс. иностранных военнослужащих. Главным итогом учений на украинской территории стало освоение силами США и НАТО стратегического плацдарма у границ России.
Тема необходимости принятия Украины в НАТО в связи с «агрессивными устремлениями России» представляла собой постоянный лейтмотив внешнеполитических заявлений украинского руководства. В новой «Стратегии военной безопасности Украины», подписанной Зеленским и опубликованной 25 марта 2021 года, было заявлено: «На национальном уровне Российская Федерация остаётся военным противником Украины, осуществляющим вооружённую агрессию против Украины, временно оккупировавшим территорию Автономной Республики Крым и город Севастополь, территории в Донецкой и Луганской областях, системно применяющим военные, политические, экономические, информационно-психологические, космические, кибер- и другие средства, которые угрожают независимости, суверенитету и территориальной целостности Украины». Одной из главных целей Украины в связи с этим было названо вступление в НАТО.
Весной 2021 года Украина обвинила Россию в наращивании группировки войск на российско-украинской границе. В Брюсселе было созвано экстренное заседание комиссии Украина—НАТО, состоялись переговоры главы МИД Украины Дмитрия Кулебы с госсекретарем США Энтони Блинкеном и генсеком НАТО Йенсом Столтенбергом. В штаб-квартире НАТО прошла экстренная видеоконференция глав МИД и Минобороны стран — членов альянса. Обсуждение «украинского вопроса», однако, ограничилось декларациями в поддержку Киева. США и их союзники воздержались от того, чтобы брать на себя какие-либо обязательства как по вопросу членства Украины в НАТО, так и по гарантиям безопасности Украине в случае возвращения конфликта в Донбассе в горячую фазу.

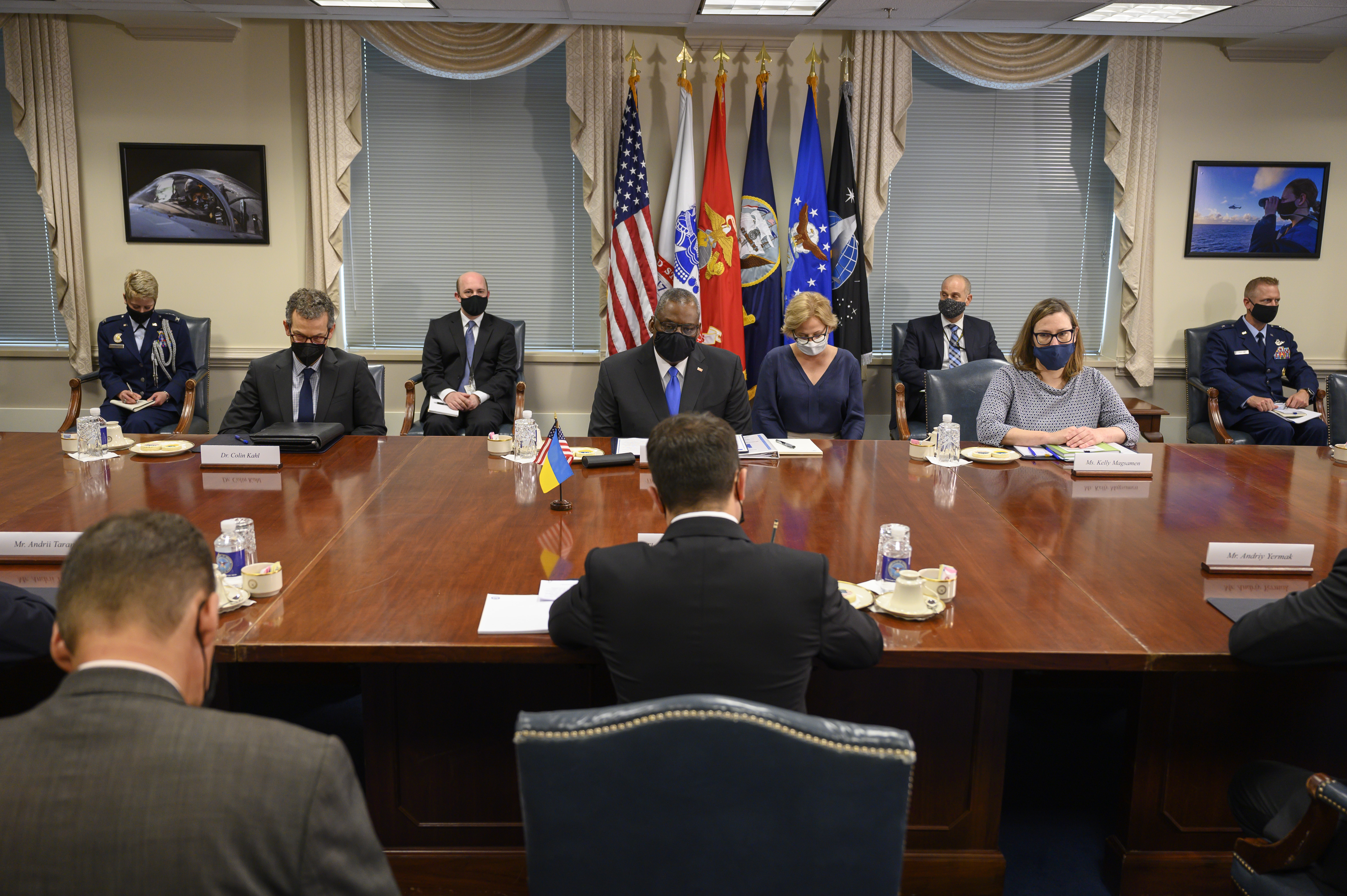
Владимир Зеленский и министр обороны США Ллойд Остин, 31 августа 2021 года

Очередное обострение отношений с Россией произошло осенью 2021 года. 30 ноября глава МИД Украины Дмитрий Кулеба заявил, что Россия разместила в приграничных с Украиной регионах около 115 тыс. военнослужащих, танки, артиллерию, подразделения ВВС, ВМС и средства РЭБ. Украина в связи с этим резко активизировала дипломатические усилия. Новый глава Минобороны Алексей Резников отправился в Вашингтон, где 18 ноября встретился с министром обороны США Ллойдом Остином. 16 ноября Киев посетил министр обороны Великобритании Бен Уоллес, подтвердив «неизменную поддержку» суверенитета республики, о которой днем ранее также заявил премьер-министр королевства Борис Джонсон.
30 ноября — 1 декабря в Риге прошла встреча глав МИД стран НАТО, на которую были приглашены главы МИД Украины и Грузии. Члены НАТО, помимо привычных заявлений об обеспокоенности и осуждении действий России, перешли на угрозы в её адрес. «Любая новая агрессия приведёт к серьёзным последствиям»,— предупредил госсекретарь США Энтони Блинкен.

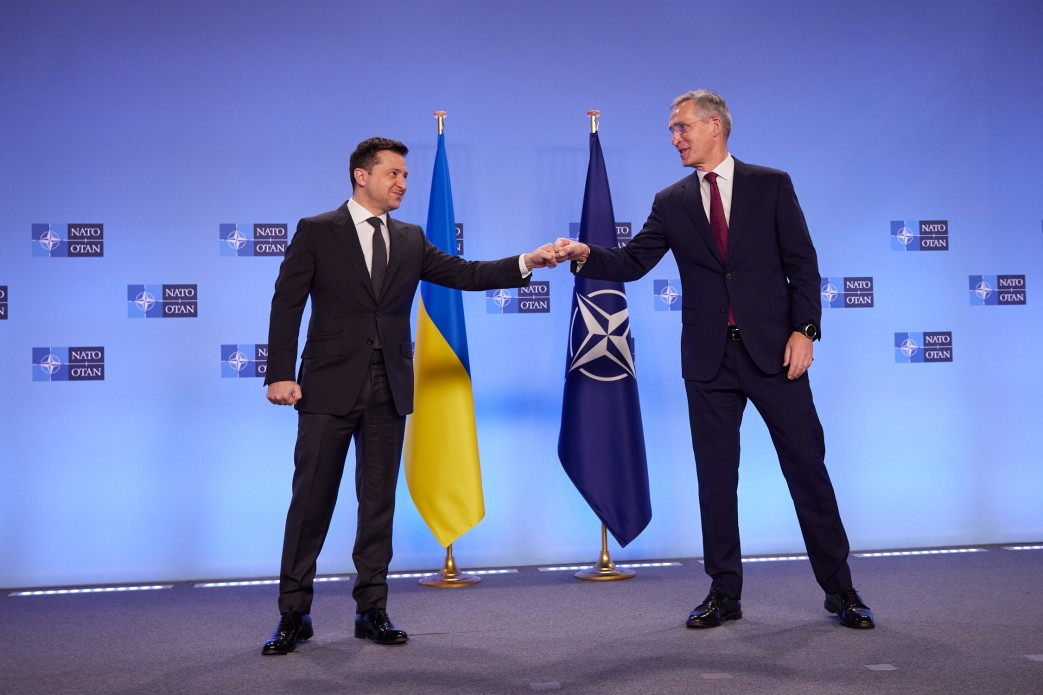
Президент Украины Владимир Зеленский и генеральный секретарь НАТО Йенс Столтенберг. Брюссель, 16 декабря 2021 года

При этом, однако, генеральный секретарь НАТО Йенс Столтенберг дал понять, что воевать на территории Украины с Россией НАТО не будет: «Мы должны понимать разницу между страной НАТО, например Латвией, Польшей, Румынией, и нашим близким и очень ценным партнёром — Украиной, которой мы только предоставляем поддержку, помощь в подготовке войск, снаряжении». Столтенберг подчеркнул, что у НАТО есть «разные варианты» ответа на возможную агрессию, в том числе серьёзные экономические и политические санкции.

#### Вторжение России на Украину
В связи с поставками западных вооружений, украинская армия начала переход на стандарты НАТО, в частности, по полевой артиллерии. Наблюдатели отмечают, что в результате уникального опыта боевых действий, обучения украинских военнослужащих в странах альянса и перевооружения, Украина становится членом НАТО де-факто, и что это самый быстрый в истории процесс такого рода.
30 сентября 2022 года Президент Украины Владимир Зеленский на фоне аннексии оккупированных территорий Украины Россией подписал заявку Украины на вступление в НАТО в ускоренном порядке: «Де-факто мы уже прошли свой путь в НАТО. Де-факто мы уже доказали совместимость со стандартами Североатлантического альянса, теперь Украина подает заявку, чтобы сделать это де-юре». Генеральный секретарь НАТО Йенс Столтенберг, комментируя данный запрос сообщил, что решение о вступлении Украины в альянс будут принимать все 30 стран-учасниц по принципу консенсуса.
1 октября Литва, Эстония, Латвия и Канада высказались за скорейшее вступление Украины. США и Германия, также поддержали данную заявку, но не в ускоренном порядке. 2 октября ещё 6 стран Альянса, включая Чехию, Северную Македонию, Черногорию, Польшу, Румынию и Словакию, опубликовали совместное заявление с поддержкой вступления Украины в НАТО. Американское издание Politico сообщило, что в середине октября во время закрытой встречи в штаб-квартире НАТО в Брюсселе, многие страны поддержали заявку Украины на вступление.
15 июня 2023 года Европарламент принял резолюцию в поддержку Украины с призывом к НАТО начать процесс принятия Украины в альянс после завершения войны. В резолюции подчеркивается, что интеграция Украины как в НАТО, так и в ЕС повысит региональную и глобальную безопасность и укрепит связи между Украиной и евроатлантическим сообществом.
По состоянию на июль 2023 года поддержка вступления Украины в альянс формализована 24 государствами-членами.
11-12 июля 2023 года состоялся саммит НАТО в Вильнюсе на котором было объявлено, что Киеву не придется реализовывать План действий по членству в НАТО (ПДЧ) — стандартный набор прежде всего военных, а также политических реформ, обязательный для всех вступающих государств. Это означает, что, пригласив Украину вступить, государства-члены альянса сразу перейдут к ратификации в национальных парламентах соглашения о её присоединении. Кроме этого лидеры стран-членов приняли долгосрочную программу поддержки для Украины, предусматривающую 500 миллионов долларов в год для модернизации украинской армии и полного перехода на стандарты НАТО, а также создание совета Украина-НАТО, участники которого будут решать задачи на пути вступления страны в альянс, а министры иностранных дел стран НАТО будут регулярно оценивать прогресс Украины в рамках адаптированной годовой национальной программы.
В октябре 2024 года Владимир Зеленский заявил Дональду Трампу, что если Украину не примут в НАТО, то Украина будет вынуждена создать ядерное оружие для защиты от России.

## Отношение России к потенциальному членству Украины в НАТО
Россия всегда решительно выступала против любого расширения НАТО на восток, включая вступление в НАТО Украины. Так, по итогам бухарестского саммита НАТО 2008 года глава Генштаба РФ генерал Юрий Балуевский заявлял, что, если Грузия и Украина присоединятся к НАТО, Россия будет вынуждена принять «военные и иные меры» для обеспечения своих интересов вблизи государственных границ. В НАТО, однако, отвергают это требование России. Так, ещё в ноябре 2014 года генеральный секретарь НАТО Йенс Столтенберг заявлял, что запрет на вступление Украины в НАТО «нарушит основополагающую идею уважения суверенитета Украины».
1 декабря 2021 года Йенс Столтенберг назвал неприемлемой даже мысль о том, что у России может быть сфера влияния, «потому что её соседи — это суверенные государства»: «В альянсе постановили, что однажды Украина станет членом НАТО. Решение о том, когда это произойдёт, будут принимать 30 государств—членов НАТО и Украина. У России нет права вето в этом вопросе, её мнение не учитывается. У неё нет права восстанавливать принцип сфер влияния и через это воздействовать на соседние страны». В тот же день президент России Владимир Путин заявил, что Россия в диалоге с западными странами будет стремиться к достижению соглашений об отказе НАТО от расширения на восток и размещения вооружений вблизи границ России. «Перед нашей дипломатией сейчас стоит первоочередная задача — добиваться предоставления сильных, надёжных и долгосрочных гарантий безопасности. В диалоге с США и их союзниками будем настаивать на выработке конкретных договорённостей, исключающих любые дальнейшие продвижения НАТО на Восток и размещение угрожающих нам систем оружия в непосредственной близости от территории России», — сказал Путин.

### Требование гарантий неприсоединения Украины к НАТО
7 декабря 2021 года состоялись переговоры между президентами России и США Владимиром Путиным и Джо Байденом в формате видеосвязи. В ходе переговоров Путин, в частности, обвинил НАТО в «опасных попытках освоения украинской территории» и наращивании военного потенциала у границы России — в связи с этим, по его словам, «Россия серьёзно заинтересована в получении надёжных, юридически зафиксированных гарантий, исключающих расширение НАТО в восточном направлении и размещение в сопредельных с Россией государствах ударных наступательных систем вооружений». Позже в Белом доме выступили с дополнительными пояснениями. На брифинге для журналистов советник президента США по национальной безопасности Джейк Салливан в ответ на вопрос, обсуждалась ли тема продвижения НАТО на Восток, ответил, что Байден «не давал таких обязательств или уступок»: «Он поддерживает точку зрения, что страны должны иметь возможность свободно выбирать, с кем они будут ассоциироваться».
9 декабря Джо Байден в телефонном разговоре с Владимиром Зеленским подтвердил «непоколебимую приверженность США суверенитету и территориальной целостности Украины», назвал действия России агрессивными и пригрозил ей экономическими мерами в случае военного вмешательства на украинскую территорию. При этом Байден однозначно заявил, что США не рассматривают использование военной силы в ситуации конфликта с Украиной. 9 декабря агентство Associated Press со ссылкой на информированный источник сообщило, что высокопоставленные чиновники в Госдепартаменте США довели до украинского руководства, что Украина может не рассчитывать на членство в НАТО в ближайшее десятилетие.
В середине декабря российское руководство передало США и НАТО проекты договора о гарантиях безопасности и соглашения о мерах обеспечения безопасности России и стран НАТО «в свете непрекращающихся попыток США и НАТО изменить в свою пользу военно-политическую ситуацию в Европе». МИД РФ в своём заявлении от 10 декабря сообщил, что под «гарантиями безопасности» Россия понимает, в частности:
- выработку долгосрочных правовых гарантий, исключающих любое дальнейшее продвижение НАТО на восток и размещение угрожающих систем оружия на западных рубежах России;
- отказ от решений бухарестского саммита НАТО 2008 года о том, что Украина и Грузия станут членами НАТО[89].

В проекте договора со США Россия предложила, в частности, что США должны принять на себя обязательство исключить дальнейшее расширение НАТО в восточном направлении и отказаться от приёма в НАТО государств, ранее входивших в СССР, не создавать военные базы на территории государств, ранее входивших в СССР и не являющихся членами НАТО, а также не использовать их инфраструктуру для ведения любой военной деятельности. Блоку НАТО Россия предложила исключить дальнейшее расширение НАТО, в том числе присоединение Украины, а также других государств, отказаться от ведения любой военной деятельности на территории Украины, а также других государств Восточной Европы, Закавказья и Центральной Азии.
Тем временем, как сообщила 22 декабря газета Die Welt, Североатлантический альянс в связи с информацией о наращивании российских вооружений возле границ Украины повысил готовность своих сил быстрого реагирования (The NATO Response Force, NRF), куда входят 40 000 военнослужащих. Другие подразделения NRF также были переведены в режим повышенной боевой готовности.
Обсуждение российских предложений состоялось в январе 2022 года. Ни одно из ключевых российских требований не было принято. Генеральный секретарь НАТО Йенс Столтенберг заявил, что НАТО не пойдёт на компромиссы с Россией по членству Украины и что вопрос членства Украины в НАТО будут решать Киев и союзники по НАТО. Российская сторона в ответ заявляла, что если России не удастся парировать угрозы своей безопасности политическими мерами, она будет использовать военные меры.

## Увеличение военного присутствия НАТО в Восточной Европе. Поставки вооружения и военного имущества
В коммюнике, опубликованном на сайте НАТО 24 января, было заявлено, что в связи с наращиванием российских сил вблизи Украины НАТО решило расширить своё военное присутствие в Восточной Европе. Ряд стран НАТО объявили о приведении своих вооружённых сил в состояние боевой готовности и направили дополнительные силы в Восточную Европу.
Пресс-секретарь Пентагона Джон Кёрби в тот же день сообщил, что глава Минобороны США Ллойд Остин повысил уровень готовности 8,5 тыс. военнослужащих к развёртыванию на случай активации Сил быстрого реагирования НАТО. Изменение уровня готовности, по словам Кёрби, позволит США «быстро развернуть в Европе дополнительные боевые, логистические, медицинские, авиационные группы, средства наблюдения и разведки».
Позднее газета The New York Times сообщила, что президент США Джо Байден рассматривает возможность переброски дополнительного числа военнослужащих в страны Прибалтики и Восточной Европы. Одновременно из США на Украину была направлена «экстренная военная помощь», в частности, включающая одноразовые гранатомёты SMAW-D, предназначенные для борьбы с укреплёнными дотами и бункерами, и ракеты противотанкового комплекса Javelin. 28 января издание РБК-Украина со ссылкой на источник в украинском министерстве обороны сообщило, что США поставят Украине дополнительную военную помощь на сумму $200 млн, для перевозки которой потребуется около 45 авиарейсов. Поставки включают боеприпасы, средства контрбатарейной борьбы, противотанковые средства, стрелковое оружие.
29 января премьер-министр Великобритании Борис Джонсон сообщил, что готов направить дополнительные войска и боевую технику в Эстонию и другие страны восточного фланга НАТО. Ранее Великобритания поставила Украине около 2 тыс. одноразовых переносных противотанковых комплексов NLAW и отправила туда военных инструкторов для обучения обращению с этим вооружением и передачи опыта украинским спецназовцам. 8 февраля Борис Джонсон сообщил, что изучает возможность отправки истребителей Typhoon и кораблей для защиты Юго-Восточной Европы.
О поставках Украине вооружений также объявили другие страны НАТО. Эстония сообщила о намерении передать Киеву ранее полученные от США комплексы Javelin, а Латвия и Литва — переносные ЗРК Stinger. Чехия направила на Украину более 4 тыс. артиллерийских снарядов калибра 152 мм.
На общем фоне выбивалась Германия, первоначально отказавшаяся разрешить Эстонии поставку на Украину буксируемых гаубиц Д-30 советского производства, которые находились на вооружении армии ГДР, затем были переданы Финляндии, а в результате оказались в Эстонии. 20 января глава МИД ФРГ Анналена Бербок после встречи с госсекретарём США Энтони Блинкеном подчеркнула: «Германия традиционно занимает сдержанную позицию по вопросу продажи оружия в конфликтные регионы». Власти Украины неоднократно выражали разочарование по поводу такой позиции Берлина.
ФРГ, однако, как сообщила министр обороны Кристина Ламбрехт, рассматривала возможность развёртывания дополнительного воинского контингента в составе «боевой группы НАТО» в Литве.
30 января в интервью Би-би-си генеральный секретарь НАТО Йенс Столтенберг подчеркнул, что альянс не планирует отправлять войска на Украину в случае военного конфликта между Киевом и Москвой. Вместо этого НАТО сосредоточится на поставках вооружений Украине и разработке санкционных мер против РФ.
1 февраля в ходе визитов на Украину премьер-министров Великобритании и Польши Бориса Джонсона и Матеуша Моравецкого стало известно о том, что Лондон, Варшава и Киев намерены объявить о создании политического союза, цель которого — «усиление региональной безопасности». С инициативой создания союза ещё в октябре 2021 года выступила Украина. Эта инициатива представляет собой часть стратегии Украины по созданию «малых союзов». В тот же день Моравецкий анонсировал поставки Украине «нескольких десятков тысяч артиллерийских снарядов, ПЗРК „Гром“, лёгких миномётов, разведывательных беспилотников и другого вооружения оборонного характера».
2 февраля пресс-секретарь Пентагона Джон Кёрби анонсировал отправку дополнительных сил в Румынию, Польшу и Германию. 4 февраля министр национальной обороны Польши Мариуш Блащак сообщил, что в Польше готовятся к приёму основных сил бригадной боевой группы из состава 82-й воздушно-десантной дивизии армии США. В рамках наращивания военного присутствия США в Польшу направляется 1,7 тыс. американских военнослужащих.
Как сообщило 11 февраля немецкое агентство DPA, в НАТО приняли решение расширить число многонациональных воинских контингентов в 30 странах Европы, прежде всего — в Болгарии, Словакии и Румынии, в дополнение к боевым группам, базирующимся в Польше, Эстонии, Латвии и Литве.
24 марта 2022 года в Брюсселе прошёл саммит НАТО, посвящённый помощи Украине в её противостоянии с Россией. Владимир Зеленский, обратившись по видеосвязи к участникам саммита НАТО, призвал оказать его стране массированную помощь оружием — 1 % от суммарного количества танков (то есть 200 машин), 1 % от наличных самолётов (примерно 500), системы залпового огня, противокорабельное оружие, средства ПВО. Он вновь попросил НАТО создать бесполётную зону над Украиной. Ответом Зеленскому, а также вице-премьеру Польши Ярославу Качиньскому, предложившему направить на Украину некие международные миротворческие силы, можно считать заявления генсека НАТО Йенса Столтенберга, сделанные перед саммитом и в его начале. Он однозначно исключил, что какие-либо войска альянса в каком-либо качестве войдут на территорию Украины. «НАТО оказывает поддержку Украине, но не является стороной конфликта. НАТО не будет вводить войска в Украину», — подчеркнул Столтенберг.
За три дня до саммита газета Wall Street Journal сообщила, что США уже начали поставку Украине ЗРК советского производства «Оса». НАТО готовится не только поддержать Украину, но и противостоять возможному вторжению войск РФ на территорию стран, входящих в альянс. На саммите было принято решение удвоить количество боевых групп НАТО (каждая численностью от 1000 до 1500 военнослужащих) за счёт развёртывания дополнительных сил в Словакии, Румынии, Венгрии и Болгарии. Военное присутствие альянса в Восточной Европе и без того было удвоено с 24 февраля — по словам Столтенберга, здесь находятся 40 тыс. военнослужащих под прямым командованием НАТО. Кроме того, в Европе находится примерно 100 тыс. американских военнослужащих.

## Руководители постоянного представительства Украины в Брюсселе
| Срок полномочий | Имя                 | Дата рождения   | Образование                                                                                                   |
| --------------- | ------------------- | --------------- | --- |
| 1992—1997       | Владимир Василенко  | 1 января 1937   | Киевский ордена Ленина государственный университет имени Т. Г. Шевченко (1959) факультет международного права |
| 1997—1998       | Борис Тарасюк       | 1 января 1949   | Киевский ордена Ленина государственный университет имени Т. Г. Шевченко (1975) факультет международного права |
| 1998—2000       | Константин Грищенко | 28 октября 1953 | МГИМО (1975) факультет международного права                                                                   |
| 2000—2005       | Владимир Хандогий   | 21 февраля 1953 | Киевский ордена Ленина государственный университет имени Т. Г. Шевченко (1975) факультет международного права |
| 2005—2007       | Константин Морозов  | 3 июня 1944     | Военная академия Генерального штаба ВC CCCP имени К. Е. Ворошилова (1986) генерал-полковник (1991)            |
| 2007—2010       | Игорь Сагач         | 19 мая 1956     | Киевский ордена Ленина государственный университет имени Т. Г. Шевченко (1978) факультет международного права |
| 2010—2015       | Игорь Долгов        | 6 июня 1957     | Киевский ордена Ленина государственный университет имени Т. Г. Шевченко (1980) филологический факультет       |
| 2015—2017       | Егор Божок          | 6 сентября 1980 | Киевский национальный университет имени Тараса Шевченко (2002) факультет международных отношений              |
| 2017—2019       | Вадим Пристайко     | 20 февраля 1970 | Киевский политехнический институт (1994) факультет информационных технологий                                  |
| 2019—2021       | Георгий Толкачов    | ?               | ? |
| 2021—...        | Наталья Галибаренко | 12 мая 1978     | Киевский национальный университет имени Тараса Шевченко (2000) факультет международных отношений              |

## Критика
По информации издания Politico некоторые члены альянса, уклоняются от темы вступления Украины, не отвергая мечты Украины о НАТО, но повторяя тщательно продуманную линию о сосредоточении внимания на текущей помощи. Аналитики считают, что линия разлома проходит в первую очередь между западноевропейскими членами альянса и восточными коллегами. Последние — выступают за более тесные политические отношения между Украиной и НАТО и хотят иметь более конкретный план, который подготовил бы почву для её членства.
«Некоторые очень хорошие друзья Украины боятся положительного ответа на заявку Украины больше, чем предоставления Киеву оружия», — заявил министр иностранных дел Украины Дмитрий Кулеба.

## Социологические опросы

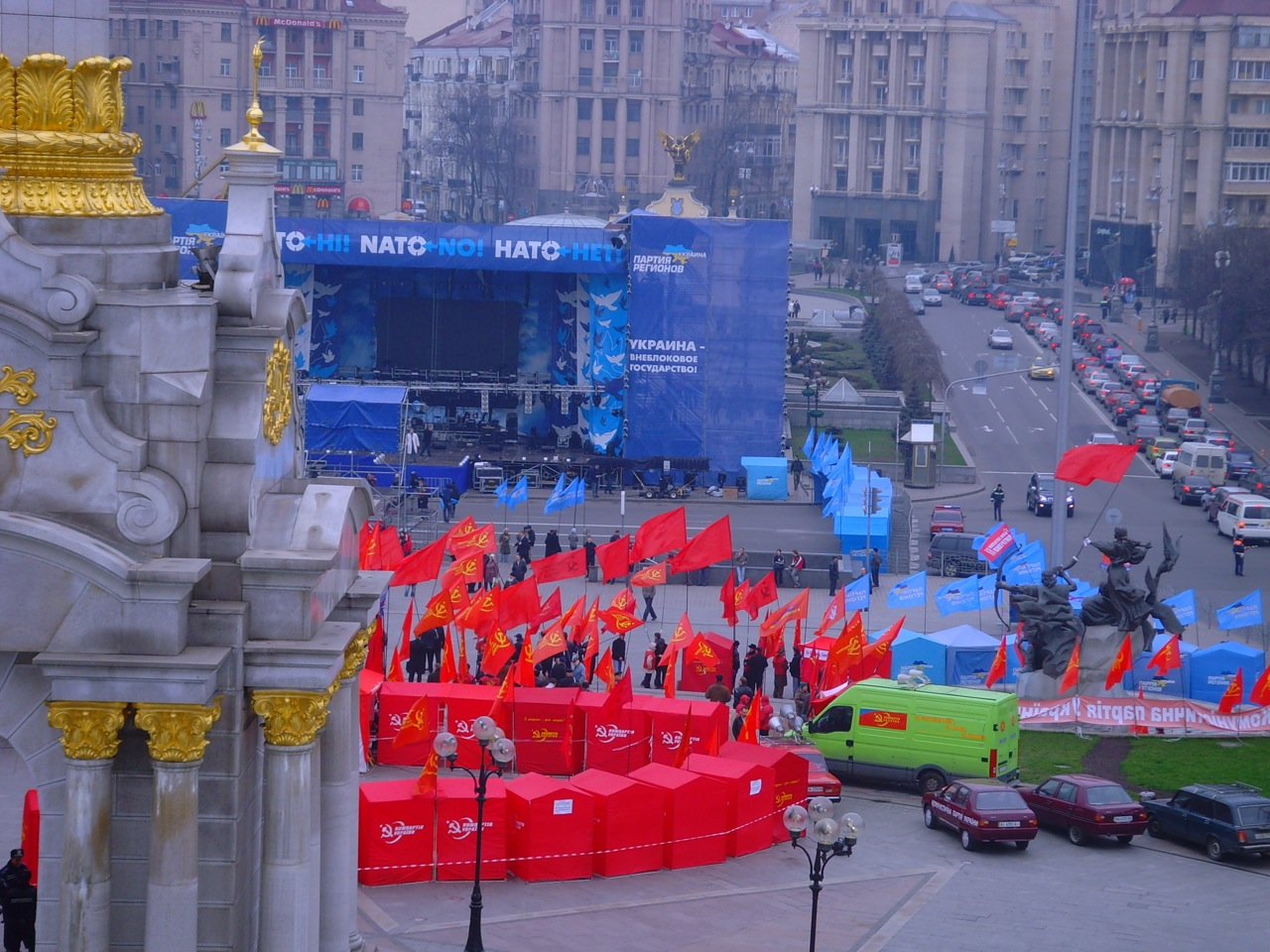
Митинг КПУ против НАТО на Майдане Незалежности, 2008 год

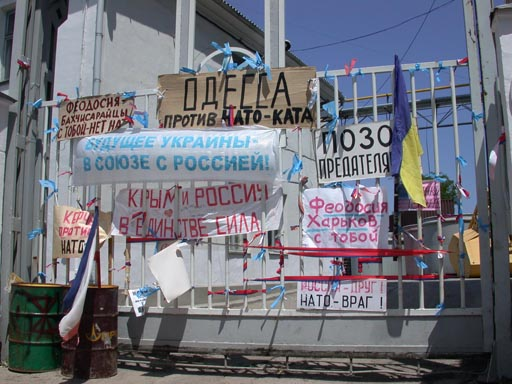
Протесты 2006 года против НАТО в Феодосии.

Население Западной Украины всегда было настроено в отношении НАТО гораздо более положительно, чем жители остальной части страны. Население Восточной Украины, наоборот, относилось к НАТО гораздо более отрицательно, чем остальная часть Украины.
Опрос Gallup, проведённый в октябре 2008 г., показал, что 43 % украинцев ассоциируют НАТО с «угрозой» и только 15 % ассоциируют НАТО с «защитой».
В ходе опроса, проведённого в ноябре 2009 г. компанией «Украинская проектная система», 40,1 % опрошенных украинцев назвали Организацию Договора о коллективной безопасности (ОДКБ) наилучшей оборонительной организацией для Украины, а 33,9 % респондентов поддержали полноправное членство Украины в ОДКБ; более 36 % респондентов опроса сказали, что Украина должна оставаться нейтральной, и только 12,5 % поддержали вступление Украины в НАТО.
Опрос Gallup 2009 года показал, что 40 % взрослых украинцев ассоциировали НАТО с «угрозой», а 17 % — с «защитой».
По данным опроса Центра Разумкова в марте 2011 года, 20,6 % респондентов в среднем по Украине считали НАТО угрозой; в Крыму этот показатель составил 51 %.
Опрос Gallup 2013 года показал, что 29 % опрошенных ассоциировали НАТО с «угрозой» и 17 % с «защитой»; 44 % не считали НАТО ни тем, ни другим.
После военной интервенции России в 2014 году, аннексии Крыма и начала вооружённого конфликта на востоке Украины многие украинцы изменили свое отношение к НАТО: опросы, проводившиеся в период с середины 2014 по 2016 год, показали, что большинство украинцев стали поддерживать членство Украины в НАТО.
29 августа 2015 года на имя президента Украины Петра Порошенко была подана электронная петиция с требованием проведения референдума о вступлении в НАТО, набравшая необходимые 25 000 голосов для её рассмотрения. В ответе президента было сказано, что «одним из основных приоритетов внешней политики Украины является углубление сотрудничества с НАТО для достижения критериев, необходимых для членства в этой организации… Как только Украина выполнит все необходимые критерии для вступления в альянс, окончательное решение по этому важному вопросу будет одобрено украинским народом на референдуме». В феврале 2017 года Порошенко объявил о намерении провести такой референдум, но эти слова остались декларацией.
Согласно социологическому исследованию, которое в январе 2022 года провёл Украинский институт будущего совместно с социологической компанией «Нью Имидж Маркетинг Групп», 64 % украинцев поддерживают вступление Украины в НАТО, 17 % не поддерживают, а 13 % не имеют однозначного мнения по этому вопросу. На Западе Украины, в г. Киев и на Юге Украины оказалось больше всего сторонников вступления в НАТО — 73 %, 71 % и 59 %. Менее всего эту идею поддерживали на Востоке Украины — 47 %.
Согласно социологическому исследованию, проведённому в октябре 2022 года социологической группой «Рейтинг», уровень поддержки вступления Украины в Североатлантический альянс достиг наивысшего показателя за всю историю наблюдений, так 83 % украинцев поддерживают вступление в НАТО, 4 % не поддерживают, а 13 % не имеют однозначного мнения по этому вопросу.

### Комментарии
1. ↑  Посол США в Москве Уильям Бёрнс в аналитической записке госсекретарю Кондолизе Райс писал (8 февраля 2008 )[27]:

Для российской элиты (а не только для Путина) вступление Украины в НАТО будет означать пересечение самой красной из всех красных черт. Более чем за два с половиной года бесед с ключевыми российскими игроками, от самых косных силовиков в темных кремлёвских коридорах власти до самых ярых либеральных критиков Путина, мне до сих пор не удалось найти никого, кто не считал бы вступление Украины в НАТО непосредственной угрозой российским интересам. На данном этапе продвижение «Плана действий по подготовке к членству в НАТО» будет рассматриваться не как технический шаг на долгом пути к вступлению Украины и Грузии в Североатлантический союз, но как брошенная в лицо перчатка, как стратегический вызов. Сегодняшняя Россия не оставит этот жест без ответа. Российско-украинские отношения будут надолго заморожены. [...] Россия получит весомый повод для вмешательства в Крыму и восточной Украине.

### Сноски
1. 1 2  Заявление по итогам встречи в верхах в Бухаресте, 3 апреля 2008 г. Дата обращения: 12 октября 2015. Архивировано 16 июня 2021 года.
2. 1 2  Украина и Грузия в конечном счёте присоединятся к союзу. Дата обращения: 12 октября 2015. Архивировано 14 сентября 2017 года.
3. ↑  В ноябре 2013 ок. 33 % поддерживали вступление Украины в НАТО, в ноябре 2014 — более 50 %
4. 1 2  Вагнер, Олександра (21 августа 2019). Від любові до ненависті – один крок. Україна і Путін. Радіо Свобода. Архивировано 21 июля 2023. Дата обращения: 21 июля 2023.
5. ↑  Anton Leist, Rolf Zimmermann. After the War?: How the Ukraine War Challenges Political Theories. — Walter de Gruyter GmbH & Co KG, 2024-02-19. — С. 15. — 287 с. — ISBN 978-3-11-118426-5.
6. 1 2  Рада отменила внеблоковый статус Украины. Дата обращения: 11 марта 2018. Архивировано 4 августа 2020 года.
7. ↑  Порошенко внес в Раду законопроект об отказе от внеблокового статуса. РБК. Дата обращения: 30 января 2022. Архивировано 30 января 2022 года.
8. 1 2  Рада провозгласила вступление в НАТО внешнеполитическим приоритетом Украины. Дата обращения: 8 июня 2017. Архивировано 19 июля 2021 года.
9. 1 2  Рада поддержала в первом чтении изменения в конституцию о курсе Украины на ЕС и НАТО // Известия, 22.11.2018. Дата обращения: 8 января 2019. Архивировано 2 мая 2019 года.
10. 1 2  Закон об интеграции Украины в Евросоюз и НАТО вступил в силу. ZN.ua. Дата обращения: 1 марта 2019. Архивировано 1 марта 2019 года.
11. 1 2  НАТО предоставило Украине статус партнёра с расширенными возможностями (Enhanced Opportunities Partner, EOP). Дата обращения: 13 июня 2020. Архивировано 3 апреля 2021 года.
12. ↑  NATO — News: Brussels Summit Communiqué issued by the Heads of State and Government participating in the meeting of the North Atlantic Council in Brussels 14 June 2021, 14-Jun.-2021. Дата обращения: 14 июня 2021. Архивировано 15 августа 2021 года.
13. ↑  European Truth. NATO Secretary General: It is not up to Russia to decide whether Ukraine will be a member of the Alliance. Архивировано 2 февраля 2022. Дата обращения: 14 июня 2021.
14. ↑  НАТО признает Украину в качестве партнера с расширенными возможностями. Дата обращения: 13 июня 2020. Архивировано 3 апреля 2021 года.
15. 1 2  Зеленский: Украина подает заявку на вступление в НАТО. Meduza. Дата обращения: 30 сентября 2022. Архивировано 30 сентября 2022 года.
16. 1 2 3 4 5  NATO’s relations with Ukraine, NATO official cite
17. ↑  Украина после Евромайдана. Пять лет кризиса и надежд: рабочая тетрадь № 54/2019 А. В. Гущин, А. С. Левченков; гл. ред. И. С. Иванов; Российский совет по международным делам (РСМД). — М.: НП РСМД, 2019. — 60 с. — ISBN 978-5-6042566-5-7 Архивная копия от 18 января 2022 на Wayback Machine
18. ↑  Serhy Yekelchyk «Ukraine: Birth of a Modern Nation», Oxford University Press (2007), ISBN 978-0-19-530546-3
19. ↑  Charter on a Distinctive Partnership between the North Atlantic Treaty Organization and Ukraine, Madrid, 9 July 1997, NATO official cite
20. 1 2  Гущин А. В. Украина после Евромайдана. Пять лет кризиса и надежд: рабочая тетрадь № 54/2019 [А. В. Гущин, А. С. Левченков; гл. ред. И. С. Иванов]; Российский совет по международным делам (РСМД). — М.: НП РСМД, 2019. — 60 с. — ISBN 978-5-6042566-5-7. Дата обращения: 14 июля 2019. Архивировано 18 января 2022 года.
21. ↑  Манекин Р. В., Корнилов Д. В. Украина в системе международных отношений — Русский журнал, 23 Января 2001 Архивная копия от 18 января 2022 на Wayback Machine
22. ↑  полковник В. Петров, майор А. Огнев. Программа НАТО «Партнёрство ради мира» // «Зарубежное военное обозрение», № 5 (806), май 2014, стр.3-14
23. 1 2 3 4  Усова Л. С. ВНЕШНЯЯ ПОЛИТИКА УКРАИНЫ: МЕЖДУ ВНЕБЛОКОВОСТЬЮ И ЕВРОАТЛАНТИЧЕСКОЙ ИНТЕГРАЦИЕЙ // «Власть», № 7, 2011. Дата обращения: 12 октября 2015. Архивировано 2 октября 2015 года.
24. ↑  Украина передумала идти в НАТО и Евросоюз. Дата обращения: 22 мая 2017. Архивировано 24 января 2022 года.
25. ↑  Ющенко намерен за год убедить украинцев вступить в НАТО Архивная копия от 6 ноября 2019 на Wayback Machine // «Вести. RU» от 19 июня 2008
26. ↑  Ющенко считает прогрессом решение НАТО относительно Украины Архивная копия от 1 июля 2015 на Wayback Machine // «Известия» от 4 декабря 2008
27. ↑  Бёрнс, 2020, Приложение, с. 612.
28. ↑  Ю. А. Ляшук, Бухарестский саммит НАТО и трансформация альянса // Журнал международного права и международных отношений, № 2/2008. Дата обращения: 12 октября 2015. Архивировано из оригинала 31 января 2016 года.
29. ↑  Украина и НАТО подписали дополнение к Хартии о партнёрстве. Дата обращения: 28 сентября 2015. Архивировано из оригинала 7 июня 2015 года.
30. ↑  НАТО не намерена оказывать военную помощь Украине — Аппатурай. Дата обращения: 28 сентября 2015. Архивировано 27 января 2011 года.
31. ↑  Підписано Угоду щодо створення спільної литовсько-польсько-української бригади Архивировано 20 сентября 2014 года. // официальный сайт министерства обороны Украины от 19 сентября 2014
32. ↑  Янукович ликвидировал комиссию по подготовке Украины к вступлению в НАТО Архивная копия от 19 января 2012 на Wayback Machine // Gazeta.Ru, 3 апреля 2010
33. ↑  Украина отказалась от вступления в НАТО Архивировано 1 июля 2014 года.
34. ↑  Україна офіційно приєдналася до операції НАТО з протидії піратству «Океанський щит» Архивная копия от 29 октября 2013 на Wayback Machine — Перший національний, 22 лютого 2013
35. ↑  Генсек НАТО: альянс остается «искренним другом Украины». Дата обращения: 11 марта 2018. Архивировано 16 января 2022 года.
36. ↑  Розвиток особливого партнерства України з НАТО. Дата обращения: 11 марта 2018. Архивировано из оригинала 12 апреля 2019 года.
37. 1 2  Украина реформирует сектор нацбезопасности для будущего членства в ЕС и НАТО. Дата обращения: 28 сентября 2015. Архивировано 25 сентября 2015 года.
38. ↑  Порошенко рассказал о планах референдума по вступлению в НАТО. Дата обращения: 7 июня 2017. Архивировано 20 февраля 2022 года.
39. ↑  Парубій: Вступ України в НАТО потрібно закріпити законом. Дата обращения: 7 июня 2017. Архивировано 2 мая 2019 года.
40. ↑  Столтенберг открыл новый офис НАТО в Киеве. Дата обращения: 10 июля 2017. Архивировано 2 мая 2019 года.
41. ↑  Украина стала страной — аспирантом НАТО // Коммерсантъ, 10.03.2018. Дата обращения: 3 марта 2019. Архивировано 2 мая 2019 года.
42. ↑  Порошенко просит Столтенберга предоставить Украине план действий по членству в НАТО // Коммерсантъ, 11.03.2018. Дата обращения: 3 марта 2019. Архивировано 2 мая 2019 года.
43. ↑  Генсек НАТО: присутствие альянса в Восточной Европе не ограничено по времени // Коммерсантъ, 13.03.2018. Дата обращения: 3 марта 2019. Архивировано 2 мая 2019 года.
44. 1 2  В гостях у сказки. Украину и Грузию приняли в штаб-квартиру НАТО // Газета «Коммерсантъ» № 122 от 13.07.2018. Дата обращения: 3 марта 2019. Архивировано 6 марта 2019 года.
45. ↑  Рада закрепила в конституции курс на вступление Украины в Евросоюз и НАТО. РИА Новости (7 февраля 2019). Дата обращения: 7 февраля 2019. Архивировано 7 февраля 2019 года.
46. ↑  Порошенко накануне конца президентства дал Зеленскому шесть советов // РБК, 18.05.2019. Дата обращения: 14 июля 2019. Архивировано 18 мая 2019 года.
47. ↑  Владимир Зеленский дал премьеру в Брюсселе. Президент Украины предстал в образе антиимперского проевропейца // Коммерсантъ, 06.06.2019. Дата обращения: 14 июля 2019. Архивировано 6 июня 2019 года.
48. ↑  Президент Украины посетит с визитом институты ЕС и НАТО в Брюсселе. 29.05.2019. Дата обращения: 14 июля 2019. Архивировано 30 мая 2019 года.
49. ↑  НАТО и Украина проведут дополнительные учения в Чёрном море // Коммерсантъ, 04.06.2019. Дата обращения: 14 июля 2019. Архивировано 4 июня 2019 года.
50. ↑  Украина готовится принять НАТО. Постпреды стран альянса посетят Киев и Одессу // Коммерсантъ, 26.10.2019. Дата обращения: 18 января 2022. Архивировано 18 января 2022 года.
51. ↑  Владимир Зеленский зелен ещё для НАТО. Украина спешит с евро-атлантической интеграцией // Газета «Коммерсантъ» № 82 от 18.05.2021. Дата обращения: 27 июня 2021. Архивировано 27 июня 2021 года.
52. 1 2  Осуждаем, но не сдаёмся. США и НАТО на словах защищают Украину, а на деле не готовы приближать её к альянсу // Газета «Коммерсантъ» № 66 от 15.04.2021. Дата обращения: 27 июня 2021. Архивировано 16 декабря 2021 года.
53. ↑  США с Украиной затрезубели в НАТО. Начались украинско-американские учения Rapid Trident-2021 // «Коммерсантъ» от 21.09.2021. Дата обращения: 5 ноября 2021. Архивировано 5 ноября 2021 года.
54. ↑  Яйца канцлера не учат. Владимир Зеленский решил-таки поучить Ангелу Меркель // Газета «Коммерсантъ» № 93 от 02.06.2021. Дата обращения: 27 июня 2021. Архивировано 11 июля 2021 года.
55. 1 2  Как НАТО ляжет. Украина хочет вступить в альянс по самый Донбасс // Газета «Коммерсантъ» № 60 от 07.04.2021. Дата обращения: 28 июня 2021. Архивировано 27 октября 2021 года.
56. ↑  Президент затвердив Стратегію воєнної безпеки України. 25.03.2021. Дата обращения: 6 июля 2021. Архивировано 9 июля 2021 года.
57. ↑  Вечера на хуторе близ Брюсселя. Президент Украины назначил главным противником Россию, а спасителем — НАТО // Газета «Коммерсантъ» № 53 от 27.03.2021. Дата обращения: 6 июля 2021. Архивировано 9 июля 2021 года.
58. ↑  От беспилотников к беспредельникам. Восток Украины переходит в режим непрекращающегося огня // Коммерсантъ, 02.11.2021. Дата обращения: 3 декабря 2021. Архивировано 26 декабря 2021 года.
59. ↑  В США назвали причиной потери Крыма «добровольный саботаж» Украины // РБК, 03.12.2021. Дата обращения: 3 декабря 2021. Архивировано 3 декабря 2021 года.
60. 1 2  Россия и Запад концентрируют обвинения. Угроза дестабилизации на украинском направлении беспокоит всех, но по-своему // Коммерсантъ, 16.11.2021. Дата обращения: 3 декабря 2021. Архивировано 14 декабря 2021 года.
61. ↑  Ненормандское положение вещей. Украина и Россия бряцают воинственными заявлениями // Коммерсантъ, 25.11.2021. Дата обращения: 3 декабря 2021. Архивировано 26 декабря 2021 года.
62. ↑  США задействуют «высокоэффективные экономические меры» в случае российского вторжения на Украину. «Коммерсантъ» (1 декабря 2021). Дата обращения: 1 декабря 2021. Архивировано 1 декабря 2021 года.
63. ↑  Украину натягивают на глобус. Украинский вопрос стал темой номер один в мире // Коммерсантъ, 01.12.21. Дата обращения: 3 декабря 2021. Архивировано 2 декабря 2021 года.
64. ↑  Рижский бальзам на натовскую душу. «Коммерсантъ» (30 ноября 2021). Дата обращения: 1 декабря 2021. Архивировано 1 декабря 2021 года.
65. ↑  Ukraine’s Shift To A New NATO Arsenal Is Unprecedented-And Inevitable Архивная копия от 20 апреля 2022 на Wayback Machine, Forbes, Apr 18, 2022
66. ↑  NATO condemns Russia's illegal annexation of Ukrainian territories. Дата обращения: 1 октября 2022. Архивировано 1 октября 2022 года.
67. ↑  Канада, Литва, Латвия и Эстония поддерживают скорейшее вступление Украины в НАТО. Дата обращения: 13 октября 2022. Архивировано 13 октября 2022 года.
68. ↑  Страны Балтии, США и ФРГ - о вступлении Украины в НАТО. Дата обращения: 1 октября 2022. Архивировано 1 октября 2022 года.
69. ↑  Joint statement of Presidents of Central and Eastern Europe. Дата обращения: 2 октября 2022. Архивировано 8 октября 2022 года.
70. ↑  U.S. races to shore up European support for Ukraine strategy. Дата обращения: 12 ноября 2022. Архивировано 12 ноября 2022 года.
71. ↑  Parliament calls on NATO to invite Ukraine to join the alliance. Дата обращения: 16 июня 2023. Архивировано 16 июня 2023 года.
72. ↑  Tuysuz, Hira Humayun,Radina Gigova,Mariya Knight,Tara John,Gul. Turkey's Erdogan says Ukraine deserves NATO membership (англ.). CNN (7 июля 2023). Дата обращения: 8 июля 2023. Архивировано 8 июля 2023 года.
73. ↑  Sabine Siebold, John Irish and Andrew Gray (11 июля 2023). NATO summit: Ukraine's Zelenskiy says lack of timeframe for membership 'absurd'. reters.com. Архивировано 11 июля 2023. Дата обращения: 12 июля 2023.
74. ↑  Зеленский: либо у Украины будет ядерное оружие, либо — вступление в НАТО. Украинский президент заявил, что при таком выборе предпочитает вступить в альянс. Отвечаем на главные…
75. ↑  Ядерное оружие вместо НАТО для Украины — возможно ли и почему об этом заговорили | РБК Украина
76. ↑  Bush backs Ukraine on Nato bid. BBC News (1 апреля 2008). Дата обращения: 4 апреля 2014. Архивировано 16 января 2022 года.
77. ↑  Ukraine Says 'No' to NATO. Pew Research Center (29 марта 2010). Дата обращения: 16 января 2022. Архивировано 16 октября 2012 года.
78. ↑  Russia in Ukraine missile threat. BBC News. 12 февраля 2008. Архивировано 10 марта 2014. Дата обращения: 16 января 2022.
79. ↑  Российская армия угрожает военным вмешательством, если Грузия и Украина присоединяются к НАТО. Дата обращения: 27 марта 2022. Архивировано 14 июля 2021 года.
80. ↑  Ukraine crisis: Russia demands guarantees from Nato. BBC News. 18 ноября 2014. Архивировано 16 января 2022. Дата обращения: 16 января 2022.
81. ↑  Stoltenberg dismisses Kremlin's request for guarantees over Ukraine membership of NATO. The Baltic Times. 20 ноября 2014. Архивировано 3 марта 2016. Дата обращения: 16 января 2022.
82. ↑  Генсек НАТО считает неприемлемой мысль о наличии у России сферы влияния. «Коммерсантъ» (1 декабря 2021). Дата обращения: 1 декабря 2021. Архивировано 1 декабря 2021 года.
83. ↑  Юридически необязывающие предупреждения. Сергей Лавров предъявил США и их союзникам ультиматум России // Коммерсантъ, 02.12.2021. Дата обращения: 27 марта 2022. Архивировано 6 декабря 2021 года.
84. ↑  Путин предложил начать переговоры по нерасширению НАТО на восток // Ведомости, 01.12.2021. Дата обращения: 27 марта 2022. Архивировано 3 декабря 2021 года.
85. ↑  Кремль прокомментировал переговоры Путина и Байдена // Коммерсантъ, 07.12.21. Дата обращения: 22 декабря 2021. Архивировано 27 января 2022 года.
86. ↑  Между Киевом и наковальней. Владимир Путин и Джо Байден обсудили Украину без Украины // Коммерсантъ, 08.12.21. Дата обращения: 22 декабря 2021. Архивировано 14 февраля 2022 года.
87. ↑  Байден в разговоре с Зеленским выразил озабоченность «агрессивными действиями России» // Коммерсантъ, 10.12.21. Дата обращения: 22 декабря 2021. Архивировано 27 декабря 2021 года.
88. ↑  Альянс на скаку остановят. Что происходит в отношениях Москвы и Запада после видеосаммита президентов России и США // Коммерсантъ, 10.12.21. Дата обращения: 22 декабря 2021. Архивировано 22 декабря 2021 года.
89. ↑  Помощник Блинкена получила предложения России о гарантиях безопасности. Чем завершилось украино-российское турне помощника госсекретаря США Карен Донфрид // РБК, 15.12.21. Дата обращения: 22 декабря 2021. Архивировано 17 декабря 2021 года.
90. 1 2  МИД раскрыл требования России к США по гарантиям безопасности // РБК, 17.12.2021. Дата обращения: 22 декабря 2021. Архивировано 24 января 2022 года.
91. ↑  Welt сообщила о повышении боеготовности спецвойск НАТО // Ведомости, 22.12.2021. Дата обращения: 22 декабря 2021. Архивировано 22 декабря 2021 года.
92. ↑  Грубо выражаясь, к НАТО говоря. Россия и США не договорились ни о чём конкретно, но хоть не разругались совсем // Коммерсантъ, 11.01.2022. Дата обращения: 27 марта 2022. Архивировано 21 января 2022 года.
93. ↑  Что и требовалось торговать. Россия добилась от США и НАТО важных уступок, но не по ключевым вопросам // Коммерсантъ, 13.01.2022. Дата обращения: 27 марта 2022. Архивировано 21 января 2022 года.
94. ↑  Москва не сразу строила. НАТО оставили ещё пару шансов на исправление // Коммерсантъ, 14.01.2022. Дата обращения: 27 марта 2022. Архивировано 21 января 2022 года.
95. ↑  Столтенберґ: НАТО не піде на компроміси з Росією щодо членства України | Новини — актуальні повідомлення про події в світі | DW | 10.01.2022. Дата обращения: 10 января 2022. Архивировано 4 февраля 2022 года.
96. ↑  Переговоры Россия — НАТО 12 января 2022 — все подробности саммита онлайн / НВ (nv.ua). Дата обращения: 16 января 2022. Архивировано 12 января 2022 года.
97. ↑  Россия примет меры, если не получит ответа по гарантиям, заявил Лукашевич — РИА Новости, 13.01.2022 (ria.ru). Дата обращения: 16 января 2022. Архивировано 16 января 2022 года.
98. ↑  НАТО на фоне наращивания РФ военной группировки возле Украины приводит войска в боеготовность. Интерфакс-Украина. Дата обращения: 23 февраля 2022. Архивировано 2 марта 2022 года.
99. ↑  Столтенберг заявил о возможной отправке боевых групп НАТО в Причерноморье. РБК. Дата обращения: 23 февраля 2022. Архивировано 11 февраля 2022 года.
100. ↑  США привели 8,5 тыс. военных в состояние повышенной готовности к переброске в Европу. www.kommersant.ru (25 января 2022). Дата обращения: 23 февраля 2022. Архивировано 21 февраля 2022 года.
101. 1 2  Поджигатели волны. www.kommersant.ru (24 января 2022). Дата обращения: 23 февраля 2022. Архивировано 14 февраля 2022 года.
102. ↑  СМИ: Украина ожидает от США 45 самолетов с военной помощью. ТАСС. Дата обращения: 23 февраля 2022. Архивировано 5 февраля 2022 года.
103. 1 2  Украину взяли на вооружение. www.kommersant.ru (20 января 2022). Дата обращения: 23 февраля 2022. Архивировано 18 февраля 2022 года.
104. ↑  Санкционное Королевство Великобритании и Северной Ирландии. www.kommersant.ru (31 января 2022). Дата обращения: 23 февраля 2022. Архивировано 25 февраля 2022 года.
105. ↑  The Mirror: Британия отправила на Украину более 100 спецназовцев. www.kommersant.ru (6 февраля 2022). Дата обращения: 23 февраля 2022. Архивировано 23 февраля 2022 года.
106. ↑  Джонсон рассматривает отправку истребителей и кораблей в Юго-Восточную Европу. www.kommersant.ru (8 февраля 2022). Дата обращения: 23 февраля 2022. Архивировано 26 февраля 2022 года.
107. ↑  Премьер Чехии заявил, что власти не планируют передачу военного материала Украине. ТАСС. Дата обращения: 23 февраля 2022. Архивировано 15 февраля 2022 года.
108. ↑  Германию склоняют к европейскому единству. www.kommersant.ru (31 января 2022). Дата обращения: 23 февраля 2022. Архивировано 19 февраля 2022 года.
109. ↑  Минобороны ФРГ допустило возможность увеличения военных в Литве. www.kommersant.ru (6 февраля 2022). Дата обращения: 23 февраля 2022. Архивировано 24 февраля 2022 года.
110. ↑  Столтенберг заявил, что НАТО не знает истинные намерения РФ в отношении Украины. ТАСС. Дата обращения: 23 февраля 2022. Архивировано 7 февраля 2022 года.
111. 1 2  В прорыв идут шальные батальоны. www.kommersant.ru (1 февраля 2022). Дата обращения: 23 февраля 2022. Архивировано 25 февраля 2022 года.
112. ↑  Санкции матереют, но не сдаются. www.kommersant.ru (4 февраля 2022). Дата обращения: 23 февраля 2022. Архивировано 19 февраля 2022 года.
113. ↑  DPA узнало о решении НАТО разместить боевые группы в Восточной Европе. РБК. Дата обращения: 23 февраля 2022. Архивировано 11 февраля 2022 года.
114. 1 2  Три саммита в Брюсселе положили начало новому мировому порядку // НГ, 24.03.2022. Дата обращения: 28 марта 2022. Архивировано 29 марта 2022 года.
115. ↑  The West’s last war-time taboo: Ukraine joining NATO (амер. англ.). POLITICO (6 декабря 2022). Дата обращения: 9 декабря 2022. Архивировано 12 января 2023 года.
116. ↑  Endgame in NATO’s Enlargement: The Baltic States and Ukraine Архивная копия от 10 января 2022 на Wayback Machine, Yaroslav Bilinsky, 1999, Greenwood Press, ISBN 0-275-96363-2/ISBN 978-0-275-96363-7, page 25
117. ↑  The language question, the results of recent research in 2012 Архивная копия от 9 июля 2015 на Wayback Machine, RATING (25 May 2012)
118. 1 2  Ukrainians supporting NATO membership in minority — poll Архивная копия от 27 января 2022 на Wayback Machine, Interfax-Ukraine (14 May 2014)
119. 1 2  Before Crisis, Ukrainians More Likely to See NATO as a Threat Архивная копия от 18 февраля 2017 на Wayback Machine, Gallup (14 March 2014)
120. ↑  Ukrainians May Oppose President’s Pro-Western Goals Архивная копия от 24 января 2016 на Wayback Machine Gallup Retrieved on August 26, 2009
121. ↑  Poll: over 40 percent of Ukrainians prefer Collective Security Treaty Organization, 12.5 percent favor NATO Архивная копия от 6 июня 2012 на Wayback Machine, Kyiv Post (November 26, 2009)
122. ↑  Ukrainians Likely Support Move Away From NATO Архивная копия от 7 августа 2016 на Wayback Machine, Gallup (April 2, 2010)
123. ↑  Poll: Most Crimean residents consider Ukraine their motherland Архивная копия от 11 июня 2012 на Wayback Machine, Kyiv Post (11 April 2011)
124. ↑  Sozialwissenschaften, GESIS Leibniz Institut für. Umland, Andreas - Why Ukraine's Hope for NATO Membership Is Understandable, But Will Remain Unfulfilled | IndraStra Global - Sowiport. Дата обращения: 4 декабря 2017. Архивировано 5 декабря 2017 года.
125. ↑  Electronic petitions to the president of Ukraine. 'Joining NATO referendum' (replied). President's reply (29 августа 2015).
126. ↑  Ukraine's Poroshenko plans referendum on NATO membership: German media. Reuters (1 февраля 2017). Дата обращения: 10 января 2022. Архивировано 17 января 2022 года.Ukraine's Petro Poroshenko 'will hold referendum' on Nato membership. Telegraph. 2 февраля 2017. Архивировано 11 января 2022. Дата обращения: 10 января 2022.
127. ↑  Чи готові українці до великої війни: результати соціологічного дослідження | Український інститут майбутнього (укр.). Дата обращения: 25 января 2022. Архивировано 25 января 2022 года.
128. ↑  Соціологи зафіксували найвищу в історії України підтримку вступу до НАТО. Дата обращения: 14 октября 2022. Архивировано 22 октября 2022 года.